# Phil Brown (Skirennläufer)
Philip „Phil“ Brown (* 9. November 1991 in Toronto) ist ein ehemaliger kanadischer Skirennläufer. Er fuhr vor allem in der Disziplin Slalom, gewann die Bronzemedaille in der Kombination bei den Juniorenweltmeisterschaften 2011 und debütierte 2012 im Weltcup.

## Biografie
Brown fuhr in der Saison 2006/2007 die ersten FIS-Rennen und kam im nächsten Winter erstmals im Nor-Am Cup zum Einsatz – anfangs noch ohne größere Erfolge. Im Verlauf der Saison 2009/10 verbesserten sich seine Ergebnisse zusehends, er konnte regelmäßig punkten und erreichte erste Top-10-Ergebnisse. So kam er 2010 erstmals bei Juniorenweltmeisterschaften zum Einsatz, bei der sein bestes Ergebnis der 14. Platz im Riesenslalom war. Im nächsten Jahr war er bei den Juniorenweltmeisterschaften 2011 in Crans-Montana in keinem Rennen schlechter als 14., womit er in der Kombinationswertung aus Slalom, Riesenslalom und Abfahrt die Bronzemedaille gewann. Im Nor-Am Cup erreichte er in der Saison 2010/11 die ersten Podestplätze.
2011 wurde Brown in den kanadischen Nationalkader aufgenommen. Er konnte sich in der Saison 2011/12 im Nor-Am Cup weiter verbessern und feierte am 12. März 2012 im Riesenslalom von Stowe seinen ersten Sieg. In der Gesamt-, der Riesenslalom- und der Super-Kombinations-Wertung belegte er jeweils den fünften Platz. Ab Januar 2012 kam Brown auch zu ersten Einsätzen im Weltcup, erreichte aber bisher in keinem Rennen die Punkteränge. Am 21. November 2014 siegte Brown erstmals in einem Europacup-Rennen. Die ersten Weltcuppunkte gewann er am 8. März 2014 mit Platz 24 im Riesenslalom von Kranjska Gora, sein bisher bestes Ergebnis ist Platz 21 im Riesenslalom von Sölden am 26. Oktober 2014. Bei den Weltmeisterschaften 2015 gewann er etwa überraschend die Silbermedaille im Mannschaftswettbewerb.
Im Weltcup konnte sich Brown nur sporadisch in den Punkterängen klassieren, weshalb er weiterhin hauptsächlich im Nor-Am Cup zum Einsatz kam. In der Saison 2016/17 gewann er zwei Nor-Am-Riesenslaloms, ebenso entschied er die Gesamtwertung und die Riesenslalomwertung für sich. Im Sommer 2019 erklärte er seinen Rücktritt vom aktiven Leistungssport.

## Erfolge

### Olympische Spiele
- Sotschi 2014: 20. Slalom, 29. Riesenslalom
- Pyeongchang 2018: 22. Slalom, 27. Riesenslalom

### Weltmeisterschaften
- Schladming 2013: 4. Mannschaftswettbewerb, 35. Riesenslalom
- Vail/Beaver Creek 2015: 2. Mannschaftswettbewerb, 22. Riesenslalom

### Weltcup
- 6 Platzierungen unter den besten 30

### Weltcupwertungen
| Saison  | Gesamt | Gesamt | Riesenslalom | Riesenslalom | Slalom | Slalom |
| Saison  | Platz  | Punkte | Platz        | Punkte       | Platz  | Punkte |
| ------- | ------ | ------ | ------------ | ------------ | ------ | ------ |
| 2013/14 | 137.   | 7      | 48.          | 7            | –      | –      |
| 2014/15 | 124.   | 15     | 38.          | 15           | –      | –      |
| 2015/16 | 149.   | 5      | 53.          | 5            | –      | –      |
| 2016/17 | 141.   | 8      | –            | –            | 52.    | 8      |
| 2017/18 | 145.   | 9      | –            | –            | 51.    | 9      |

### Europacup
- 3 Podestplätze, davon 1 Sieg:

| Datum             | Ort  | Land     | Disziplin    |
| ----------------- | ---- | -------- | ------------ |
| 21. November 2014 | Levi | Finnland | Riesenslalom |

### Nor-Am Cup
- Saison 2011/12: 5. Gesamtwertung, 5. Riesenslalomwertung, 5. Kombinationswertung
- Saison 2012/13: 2. Gesamtwertung, 1. Riesenslalomwertung, 3. Kombinationswertung
- Saison 2015/16: 6. Gesamtwertung, 3. Slalomwertung
- Saison 2016/17: 1. Gesamtwertung, 1. Riesenslalomwertung, 2. Slalomwertung
- 25 Podestplätze, davon 6 Siege:

| Datum             | Ort             | Land   | Disziplin    |
| ----------------- | --------------- | ------ | ------------ |
| 12. März 2012     | Stowe           | USA    | Riesenslalom |
| 15. März 2013     | Nakiska         | Kanada | Riesenslalom |
| 14. Dezember 2016 | Panorama        | Kanada | Riesenslalom |
| 15. Dezember 2016 | Panorama        | Kanada | Riesenslalom |
| 18. Dezember 2017 | Copper Mountain | USA    | Slalom       |
| 20. Dezember 2017 | Copper Mountain | USA    | Slalom       |

### Juniorenweltmeisterschaften
- Mont Blanc 2010: 14. Riesenslalom, 22. Super-G, 26. Abfahrt
- Crans-Montana 2011: 3. Kombination, 7. Super-G, 10. Slalom, 11. Riesenslalom, 14. Abfahrt

### Weitere Erfolge
- 13 Siege bei FIS-Rennen
- 2 kanadische Meistertitel (Slalom 2016 und 2017)
- 1 kanadischer Juniorenmeistertitel (Riesenslalom 2007)
- 1 Sieg im South American Cup